# Gouvernement Pedro Sanz V
 La Rioja
Sanz IV Ceniceros
Le gouvernement Sanz V est le gouvernement de La Rioja entre le 28 juin 2011 et le 11 juillet 2015, durant la VIIIe législature du Parlement de La Rioja. Il est présidé par Pedro Sanz.

## Composition
| Fonction                                                                | Titulaire | Titulaire                                                                | Parti |
| ----------------------------------------------------------------------- | --------- | ------------------------------------------------------------------------ | ----- |
| Président                                                               |           | Pedro Sanz Alonso                                                        | PP    |
| Conseiller à la Présidence et à la Justice                              |           | Emilio del Río Sanz                                                      | PP    |
| Conseillère à l'Administration publique et aux Finances                 |           | María Concepción Arruga Segura                                           | PP    |
| Conseiller aux Travaux publics et à la Politique locale et territoriale |           | Antonino Burgos Navajas                                                  | PP    |
| Conseiller à l'Éducation, à la Culture et au Tourisme                   |           | Gonzalo Capellán de Miguel (jusqu'au 17/11/2014) José Abel Bayo Martínez | PP    |
| Conseiller à l'Agriculture, à l'Élevage et à l'Environnement            |           | Iñigo Nagore Ferrer                                                      | PP    |
| Conseiller à la Santé et aux Services sociaux                           |           | José Ignacio Nieto García                                                | PP    |
| Conseiller à l'Industrie, à l'Innovation et à l'Emploi                  |           | Javier Erro Urrutia                                                      | PP    |